# Otau Corona
Otau Corona is een corona op de planeet Venus. Otau Corona werd in 1985 genoemd naar Otau, godin van de vruchtbaarheid van het Bini-volk (Nigeria).
De corona heeft een diameter van 172 kilometer en bevindt zich ten oosten van inslagkrater Duncan in het quadrangle Metis Mons (V-6).